# 배냇저고리

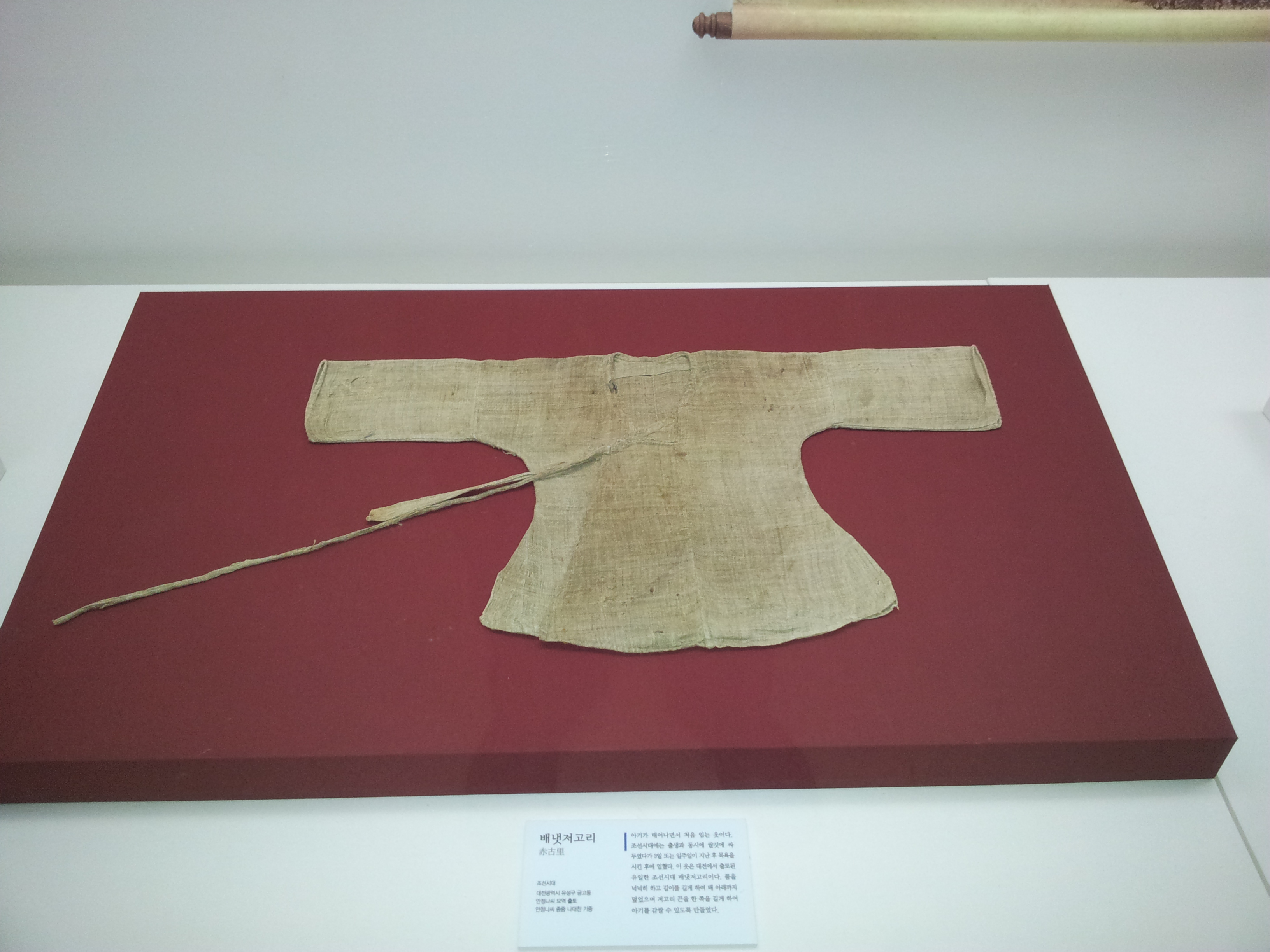
대전 금고동에서 발굴된 배냇저고리

배냇저고리는 아기가 태어나면서 처음 입는 옷이다. 배 안에 있을 때부터 가지고 있던 저고리라는 의미로 보통 명주나 면으로 만들었으나, 서민들은 부드러운 무명이나 융으로 만들었다. 여름에는 풀기를 제거한 부드러운 베나 모시를 사용하기도 했다. 배냇저고리는 신랑이 신부에게 보내는 함에 준비하여 넣었다고 하는데, 신랑의 배냇저고리를 보관해 두었다가 넣기도 하였다. 남자아기의 배냇저고리는 재수가 있다하여 시험이나 송사에 몸에 지니면 길하다는 풍습이 전해지고 있다. 집안의 장수한 어른이나 어머니의 옷으로 만들어 입히기도 했다.